# Jess Robbins
Jess Robbins (30 de abril de 1886 – 11 de marzo de 1973) fue un director, guionista y productor cinematográfico de nacionalidad estadounidense, activo en la época del cine mudo. 

## Biografía
Nacido en Dayton, Ohio, su nombre completo era Jesse Jerome Robbins. Activo desde 1913 a 1927, dirigió 76 filmes a lo largo de su carrera. Fue guionista de 26 producciones, y trabajó como director de fotografía en 20. En esta última faceta participó, para Essanay Studios, de Chicago, en cintas dirigidas por Broncho Billy Anderson. Además produjo, sin aparecer en créditos, cerca de una quincena de comedias de Charlie Chaplin. Como intérprete trabajó en media docena de filmes. En Should Sailors Marry? (1925), que tenía como uno de sus actores a Oliver Hardy, fue el director y el encargado del montaje. Robbins finalizó su carrera en el cine con la llegada del cine sonoro.
Jess Robbins falleció en Los Ángeles, California, en 1973.

## Filmografía

### Director
| - 1928 : A Little Bit of Fluff - 1913 : The Shadowgraph Message - 1913 : Across the Rio Grande - 1913 : At the Lariat's End - 1913 : The Heart of a Gambler - 1913 : Their Promise - 1913 : Alkali Ike's Gal - 1913 : The Last Laugh - 1913 : The End of the Circle - 1913 : Sophie's Hero - 1914 : The Awakening at Snakeville - 1914 : The Cast of the Die - 1919 : Red Blood and Yellow - 1919 : An Oriental Romeo - 1919 : A Barnyard Romance - 1919 : Charlie Gets a Job - 1920 : Adam and Eve a la Mode - 1920 : Roaring Love Affair - 1920 : Fists and Fodder - 1920 : Pals and Pugs - 1920 : He Laughs Last - 1920 : Springtime - 1920 : The Decorator - 1920 : The Trouble Hunter - 1920 : His Jonah Day - 1920 : The Backyard - 1921 : The Nuisance - 1921 : The Mysterious Stranger - 1921 : The Blizzard - 1921 : The Tourist - 1921 : The Lucky Dog - 1922 : Too Much Business - 1922 : A Dark Horse - 1922 : The Ladder Jinx - 1922 : A Front Page Story | - 1924 : The Law Forbids - 1924 : A Society Knockout - 1924 : All's Swell on the Ocean - 1924 : Love - 1924 : Meet Father - 1925 : Cagey Love - 1925 : Looking Down - 1925 : A Dangerous Peach - 1925 : The Polo Kid - 1925 : The Business of Love - 1925 : Scrambled Eggs - 1925 : Sweet and Pretty - 1925 : Scandal Hunters - 1925 : Slow Down - 1925 : What's Up? - 1925 : Tol'able Romeo - 1926 : Sky Hooks - 1926 : Brotherly Love - 1926 : Time Flies - 1926 : Crowning the Count - 1926 : Twin Sisters - 1926 : There She Goes - 1926 : A Thrilling Romance - 1926 : Mixed Brides - 1926 : The Non-Stop Bride - 1926 : Jane's Troubles - 1926 : Babes in the Jungle - 1927 : Motor Boat Demon - 1927 : Roses and Romance - 1927 : Not the Type - 1927 : Jane Missed Out - 1927 : Wine, Women and Sauerkraut - 1927 : A Hot Potato - 1927 : Her Silent Wow |

### Guionista
| - 1918 : Triple Trouble - 1920 : Fists and Fodder - 1920 : Pals and Pugs - 1920 : He Laughs Last - 1920 : Springtime - 1920 : The Decorator - 1920 : The Trouble Hunter | - 1920 : His Jonah Day - 1921 : The Nuisance - 1921 : The Mysterious Stranger - 1921 : The Blizzard - 1921 : The Tourist - 1925 : Cagey Love - 1925 : Should Sailors Marry? |

### Productor
| - 1915 : His New Job - 1915 : A Night Out - 1915 : The Champion - 1915 : In the Park - 1915 : A Jitney Elopement - 1915 : The Tramp - 1915 : By the Sea - 1915 : Work | - 1915 : A Woman - 1915 : The Bank - 1915 : Shanghaied - 1915 : A Night in the Show - 1915 : Burlesque on Carmen - 1916 : Police - 1916 : Burlesque on Carmen |

### Actor
| - 1915 : His New Job - 1915 : The Champion - 1915 : The Face at the Curtain | - 1915 : A Woman - 1920 : Adam and Eve a la Mode |

### Director de fotografía
| - 1909 : The Heart of a Cowboy - 1910 : Aviation at Los Angeles, California | - 1911 : Across the Plains - 1912 : The Smuggler's Daughter |